# Anna Jermolaewa

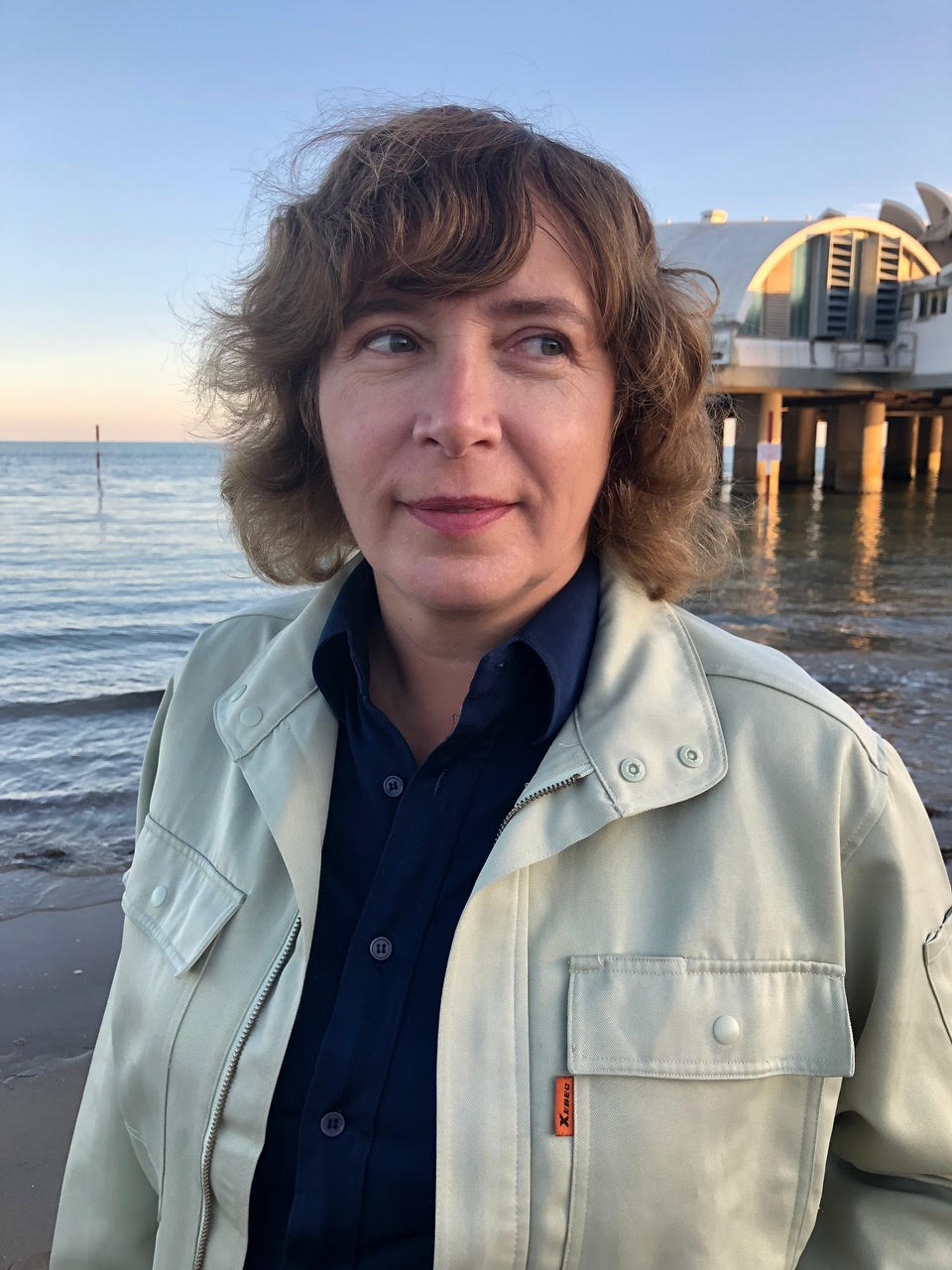
Anna Jermolaewa (2021)

Anna Jermolaewa (geb. Анна Ермолаева; 1970 in Leningrad) ist eine in Russland geborene Konzeptkünstlerin, die seit 1989 in Wien in Österreich lebt. Ihre künstlerische Praxis umfasst ein breites Spektrum von Medien: Video, Installation, Malerei, Performance, Fotografie und Skulptur. 1999 wurde ihre Videoarbeit Chicken Triptych von Harald Szeemann ausgewählt, um im Arsenal bei der 48. Biennale di Venezia präsentiert zu werden.
Anna Jermolaewa entwarf den österreichischen Pavillon zur 60. Biennale di Venezia 2024.

## Biografie
Anna Jermolaewa wurde in einer jüdisch-russischen Familie in Leningrad (UdSSR) geboren. Nachdem sie als eines der ursprünglichen Mitglieder der ersten Oppositionspartei, der Demokratischen Union (Russia) (Демократический союз), und Mitherausgeberin einer ihrer Zeitungen der antisowjetischen Agitation und Propaganda beschuldigt worden war, floh sie 1989 nach Wien, Österreich. Nach mehreren Versuchen wurde Jermolaewa als Studentin an der Akademie der bildenden Künste Wien angenommen, wo sie in der Klasse von Peter Kogler studierte. Im Jahr 1998 schloss sie das Studium der Kunstgeschichte an der Universität Wien ab und beendete 2002 ihr Studium an der Akademie der bildenden Künste Wien.
Nachdem sie von 2006 bis 2011 als Professorin für Medienkunst am Zentrum für Kunst und Medien (ZKM) in Karlsruhe und von 2016 bis 2017 als Gastprofessorin für Kunst in zeitgenössischen Zusammenhängen an der Kunsthochschule Kassel tätig war, ist sie seit 2018 Professorin für Experimentelle Gestaltung an der Universität für künstlerische und industrielle Gestaltung Linz.
Jermolaewas künstlerische Praxis umfasst ein breites Spektrum von Medien: Video, Installation, Malerei, Performance, Fotografie und Skulptur.

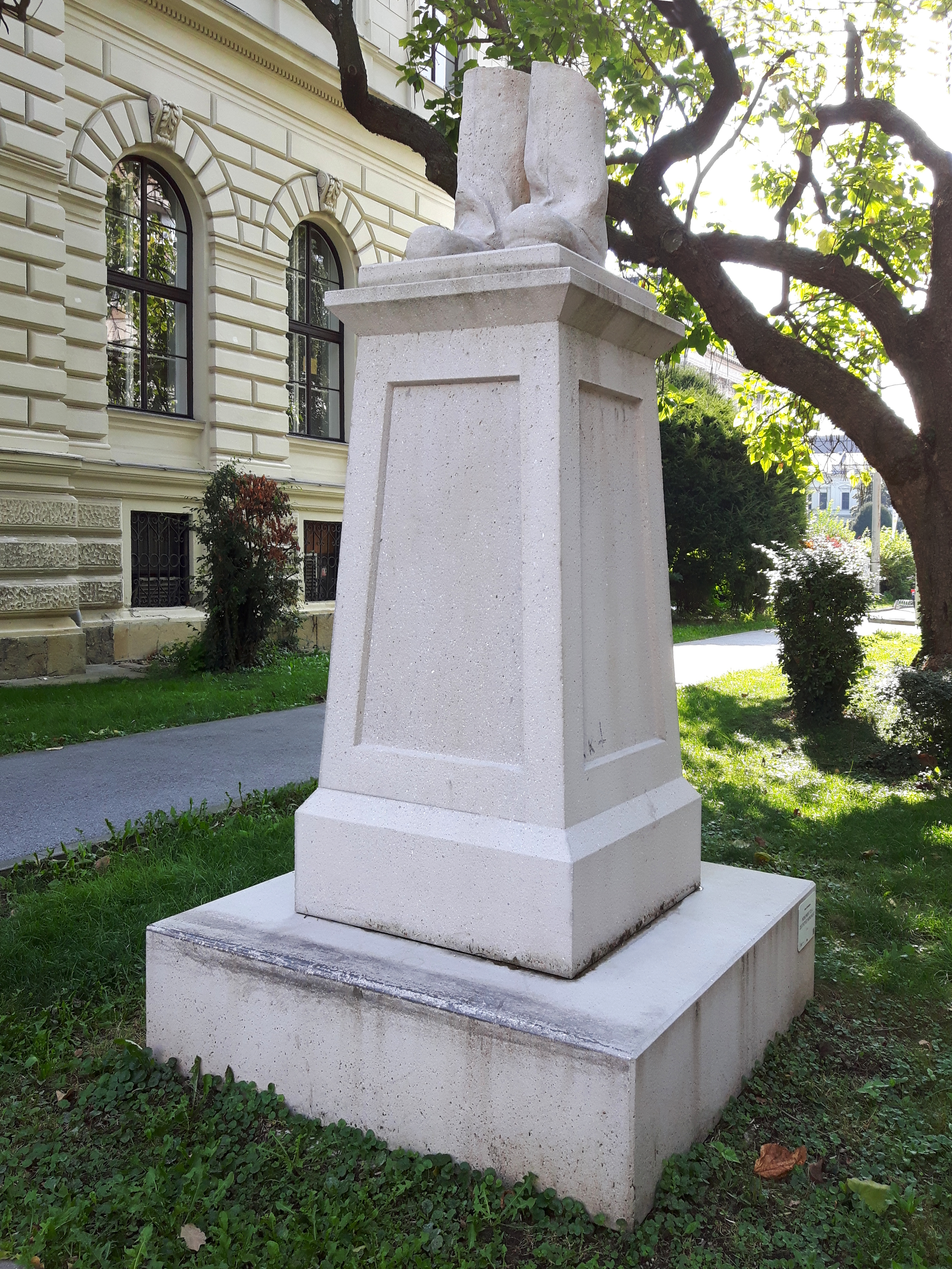
"Monument to a destroyed monument" von Anna Jermolajewa Universitätsplatz der Karl-Franzens-Universität, Graz 2016

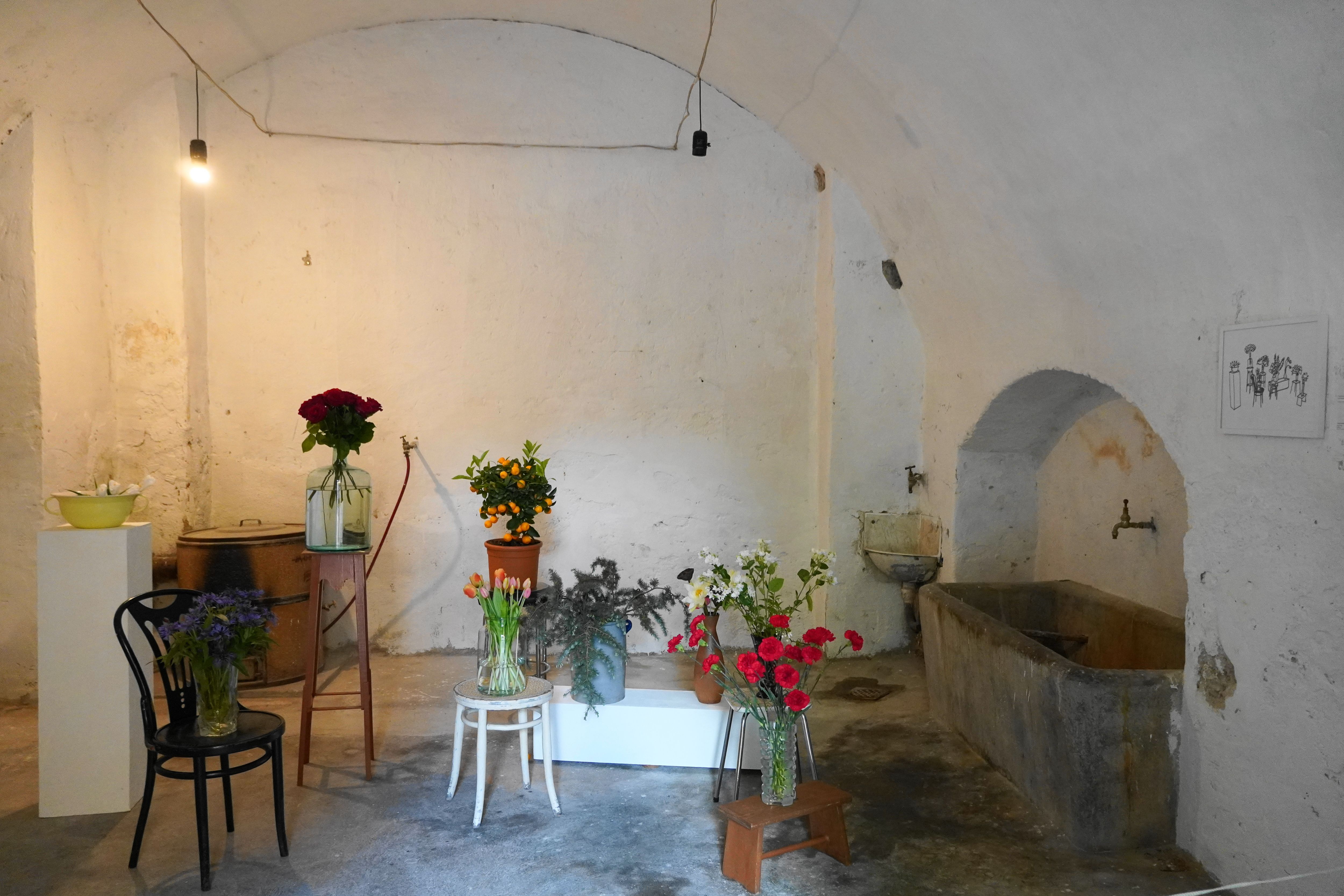
Waschküche mit Steintrog im Wirtschaftshof des Stiftes in Millstatt von Anna JERMOLAEWA (RU) und MARCK (CH), Kunstinstallation 2022, Kärnten, Österreich, Europäische Union

## Ausstellungen
Jermolaewa hatte Einzelausstellungen im Kunsthaus Bregenz (2023), Schlossmuseum Linz, Museum für angewandte Kunst (MAK) in Wien (2022), Magazin4, Bregenz (2020); Kunstraum Weikendorf(2018); Museum of the History of Photography, St. Petersburg (2017); 21er Haus, Wien (2016); Galeria Zachęta, Warschau (2015); Victoria Art Gallery, Samara (2013); Camera Austria, Graz (2012); Kunsthalle Krems (2012); Institute of Contemporary Art, Sofia (2011); Kunstverein Friedrichshafen (2009); und Museum Moderner Kunst, Passau (2004).
Außerdem nahm sie an folgenden Biennalen teil: 60. Biennale von Venedig (2024), 6. Moskauer Biennale für zeitgenössische Kunst, Moskau, Russland (2015); „The School of Kyiv“, Kyiv Biennale, Kiew, Ukraine (2015); „Sweet Dew – After 1980. 20th Anniversary of the Gwangju Biennale“, Gwangju Museum of Art, Korea (2014); „Production of Meanings“, 2nd Ural Industrial Biennial of Contemporary Art, Jekaterinburg, Russland (2012); „Forget Fear“, 7th Berlin Biennale für zeitgenössische Kunst, Berlin, Deutschland (2012); Triennale Linz 1.0 – Gegenwartskunst in Österreich, Linz, Österreich (2010); „Junge Künstler aus Mitteleuropa“, 3. Biennale Prag, Prag, Tschechoslowakei (1999); „dAPERTutto (APERTO over ALL)“, 48th Venice Biennale, Venedig, Italien (1999).

## Publikationen
- 2024: Anna Jermolaewa. Salzburg: FOTOHOF>EDITION. ISBN 978-3-903334-68-7

## Anerkennungen
- 1999 Römerquelle-Kunstwettbewerb
- 2000 Professor-Hilde-Goldschmidt-Preis (Anerkennungspreis)
- 2002 Pfann-Ohmann-Preis der TU Wien
- 2004 Förderungspreis der Stadt Wien
- 2006 T-Mobile Art Award[14]
- 2009 Preis der Stadt Wien für Bildende Kunst
- 2011 Outstanding Artist Award (Interkultureller Dialog)[15]
- 2020 Österreichischer Kunstpreis für Bildende Kunst[16]
- 2021 Otto-Breicha-Preis[17]
- 2022 Dr.-Karl-Renner-Preis[18]

## Sammlungen
Sie ist in folgenden Sammlungen vertreten: Kunsthaus Bregenz, Stedelijk Museum Amsterdam, Friedrich Christian Flick Collection, Museum of Contemporary Art Kiasma, Museum Moderner Kunst Stiftung Ludwig Wien, Volpinum Kunstsammlung, MUSA, Museum auf Abruf, Vienna, Tiroler Landesmuseums Ferdinandeum, Vehbi Koc Foundation, Kontakt-The Art Collection of Erste Group, Belvedere, Landesgalerie Linz, Vienna Museum, Artothek des Bundes, Collection of Bank Austria, EVN Collection, und Arbeiterkammer Vienna.

## Сase Nr. 64
Während ihres Studiums in Leningrad beteiligte sich Anna Jermolaewa an der Herausgabe der kleinen maschinengeschriebenen Wochenzeitung Demokratische Opposition für die Demokratischen Union, die eine Auflage von 500 Exemplaren pro Ausgabe hatte. Im Alter von siebzehn Jahren wurde ein Strafverfahren gegen sie und zwei weitere Redakteure, Artem Gadasik und Wladimir Jaremenko, eröffnet. Es wird vermutet, dass dieser Fall das letzte Gerichtsverfahren dieser Art vor dem Zusammenbruch der UdSSR war. Jermolaewa wurde wegen eines in der Wochenzeitung veröffentlichten Gedichts von Wladimir Jaremenko der antisowjetischen Agitation und Propaganda beschuldigt. Die Ermittler verhörten dreihundert Personen und führten mehr als ein Dutzend Durchsuchungen durch, bei denen Manuskripte, Videorekorder und Fernsehgeräte beschlagnahmt wurden. Der von der US-Regierung finanzierte Sender Radio Liberty verfolgte die Ermittlungen aufmerksam, und Politiker und Menschenrechtsaktivisten sprachen ständig über das Schicksal von Jaremenko, Gadasik und Jermolaewa. Angesichts der möglichen politischen Repressionen und eines offenen Strafverfahrens beschloss sie, aus der UdSSR zu fliehen. Über Bekannte aus Lemberg erbaten sie und andere Mitglieder der Redaktion der Demokratischen Opposition eine Einladung von Unbekannten nach Krakau. Dort half ihnen eine Frau, an einer der für Polen angebotenen Einkaufsreisen nach Wien teilzunehmen. Es gelang ihnen, die Grenze mit einem sowjetischen Pass zu überqueren. In den ersten drei Wochen in Österreich verbrachten Jermolaewa und ihre Partner ihre Nächte auf Bänken im Wiener Westbahnhof, ohne Essen, bevor sie im Flüchtlingslager in Traiskirchen unterkamen.